# Louise Labé

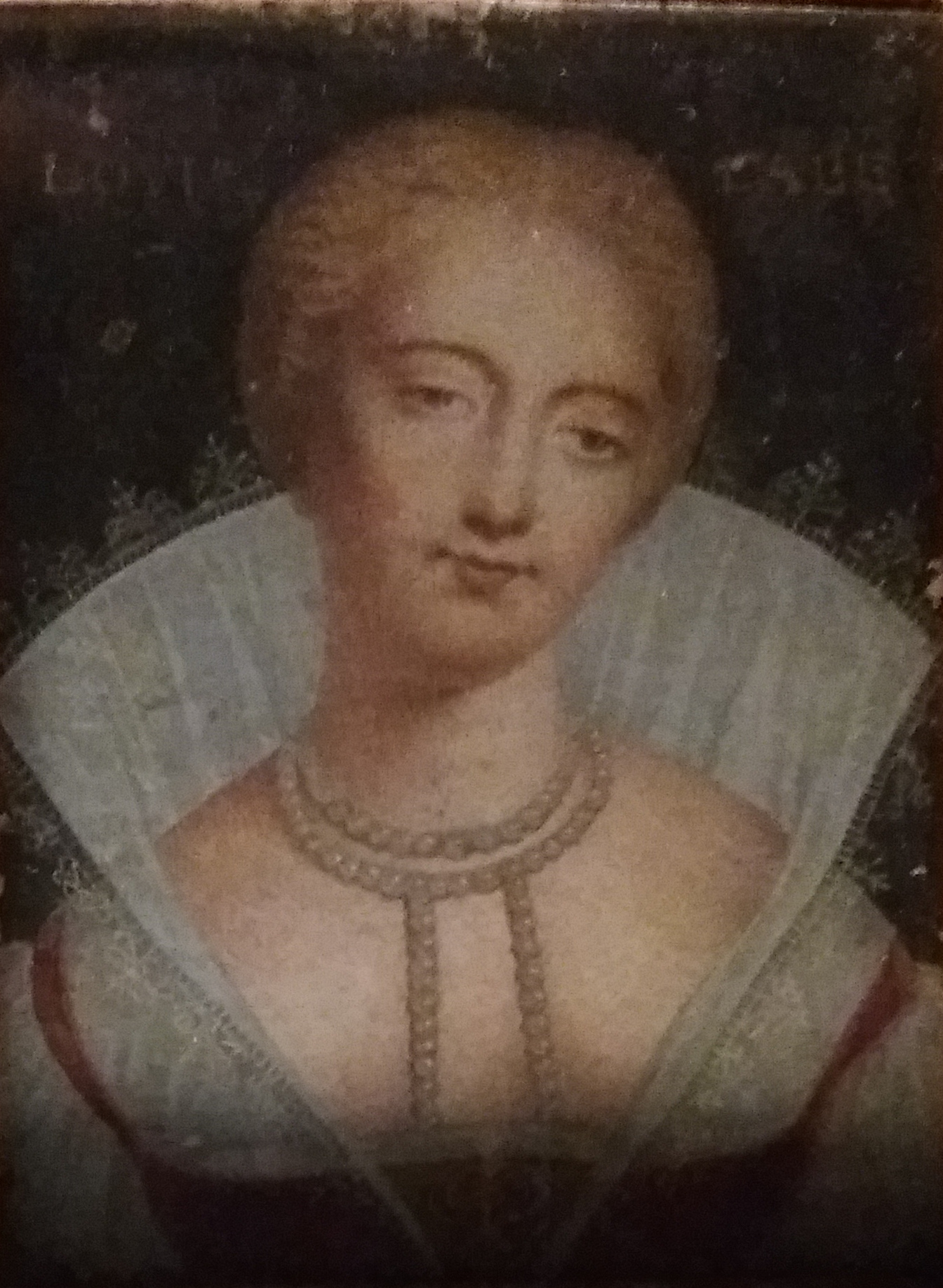
Louise Labé

Louise Labé (Lyon, circa 1524 – Parcieux-en-Dombes, 25 april 1566) was een Frans dichteres en salonnière. Ze behoorde tot de École de Lyon en werd indertijd ook wel La belle cordière (Frans voor de mooie touwslager) genoemd. 
Labé werd rond 1524 geboren in de Zuid-Franse stad Lyon, toentertijd een bloeiend cultureel en literair centrum. Haar vader, de beginnende touwslager Pierre Charly, nam in rond 1500 de achternaam aan van de ex-man van zijn eerste echtgenote. De ex-man – met de achternaam L'Abé of Labbé – was een bekend touwslager in de regio, en om zijn eigen plek in dit vakgebied te bestendigen nam Charly diens achternaam aan. Louise – geboren uit het tweede huwelijk van haar vader – trouwde later zelf ook met een (rijke) touwslager en behield de achternaam Labé. 
Louise Labé was samen met dichter Maurice Scève het middelpunt van een groep dichters, de École de Lyon. Rond Labé verzamelden zich andere vrouwelijke dichters als Pernette du Guillet.
De verzamelde gedichten van Labé werden in 1555 uitgegeven bij Jean de Tournes, een drukker uit Lyon, als Œuvres de Louïze Labé Lionnoize.
- Bibsys: 90053866
- Biblioteca Nacional de Chile: 000459366
- Biblioteca Nacional de España: XX950087
- Bibliothèque nationale de France: cb119103702 (data)
- Catàleg d'autoritats de noms i títols de Catalunya: 981058518349106706
- CiNii: DA0284415X
- Digitale Bibliotheek voor de Nederlandse Letteren: labe001
- Gemeinsame Normdatei: 118725742
- International Standard Name Identifier: 0000 0001 2102 0914
- Library of Congress Control Number: n50041901
- MusicBrainz: f9d1f60b-f624-4e90-ba9a-69d967ed7d12
- Bibliotheek van het Japanse parlement: 00469986
- Nationale Bibliotheek van Tsjechië: xx0002747
- Nationale bibliotheek van Australië: 35556664
- Nationale Bibliotheek van Israël: 987007263992605171
- Nationale Bibliotheek van Polen: a0000001182288
- Nationale en Universitaire bibliotheek Zagreb: 000176952
- Nederlandse Thesaurus van Auteursnamen: 068959656
- Réseau des bibliothèques de Suisse occidentale: 02-A000101850
- Istituto Centrale per il Catalogo Unico: TO0V037036
- SNAC: w6s75h0g
- Système universitaire de documentation: 026957205
- Trove: 994908
- Virtual International Authority File: 122144709
- WorldCat: E39PBJwdhqhxRgKvtjpPkxKDbd